# 因達斯特里阿爾鎮區 (明尼蘇達州聖路易斯縣)
因達斯特里阿爾鎮區（英語：Industrial Township）是位於美國明尼蘇達州聖路易斯縣的一個行政鎮區。

## 地方資料
因達斯特里阿爾鎮區的面積為93.48平方千米，當中陸地面積為92.39平方千米，而水域面積為1.08平方千米。根據2020年美國人口普查的數據，當地共有人口812人，而人口密度為每平方千米8.69人。